# 甲殻類
甲殻類（こうかくるい、Crustacean、学名：Crustacea）は、節足動物を大まかに分ける分類群の一つ。分類学上は甲殻亜門（こうかくあもん）とされる。エビ、カニ、オキアミ、フジツボ、ミジンコ、フナムシ、ダンゴムシなどが含まれる。
およそ7万種が記載され、深海から海岸、河川、湿地まで、あらゆる水環境に分布するが、主に海で多様化している。陸上の生活に完全に適応しているのはワラジムシ類とダンゴムシ類など僅かである。
系統関係については、21世紀現在、汎甲殻類説が最も有力視されている。すなわち甲殻類は六脚類と共に単系統群の汎甲殻類を成し、六脚類は側系統群の甲殻類から分岐したとされる。

## 形態
体は複数の体節（somites）からなり、前端は先節と直後5節の体節の癒合でできた頭部（head, cephalon）で、残りの胴部の体節は多くが前後で胸部（thorax）と腹部（abdomen、軟甲類の場合は pleon）としてまとめられるが、その構成は系統によって様々である。多くが併せて十数節ほどであるが、少ないものでは数節（鰓尾類）、多いものでは数十節に達し（カブトエビ、多くのムカデエビ）、胸部と腹部の区分が見られないものもある（ムカデエビ）。頭部と胸部全体、または頭部と胸部の一部の体節は更に癒合が進み、頭胸部（cephalothorax）を構成することがある。頭部ないし頭胸部は背面から伸びた甲羅状の構造があり、背甲（carapace）と呼ばれる。これによって頭部と胸部、あるいは全体を覆っているものが多いが、全くこれを欠くものもある。
先節由来の眼は側眼（複眼）と中眼（単眼）の両方、もしくは片方のみをもつ。中眼は主にノープリウス幼生期（後述）で顕著に見られ、ノープリウス眼（nauplius eye）と呼ばれている。複眼は原則として他の節足動物のように頭部の表面に密着するが、能動的な眼柄に突出（十脚類、無甲類など）、もしくは透明の頭部の内部に収まる（ミジンコ類など）ように変化した場合もあり、全く眼を欠くものもある（ムカデエビ、カシラエビなど）。

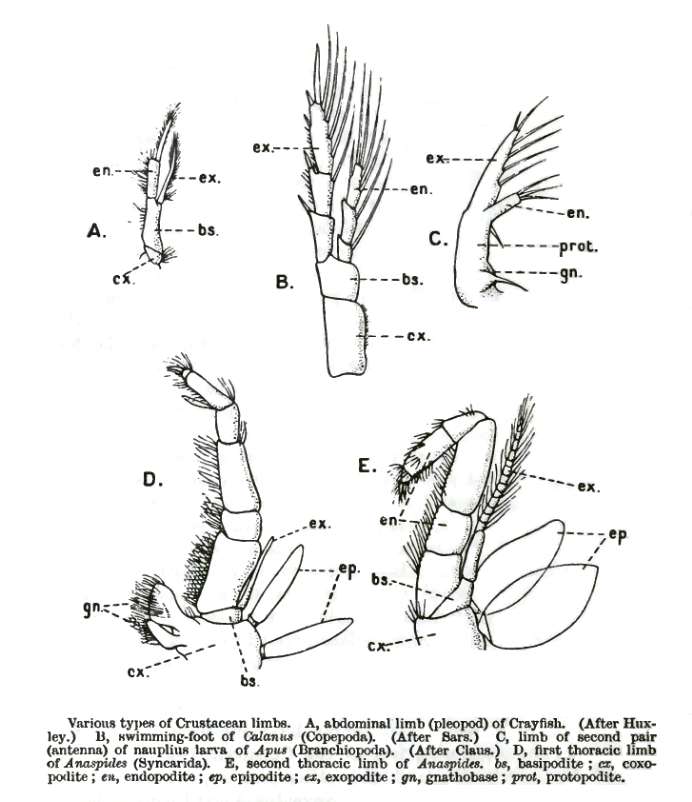
様々な甲殻類のニ叉型付属肢（en：内肢、ex：外肢、ep：外葉）

十脚類の頭部と胸部は癒合して頭胸部をなし、背甲に覆われ、胸部と腹部の付属肢は明らかに異なった形態をもつ。
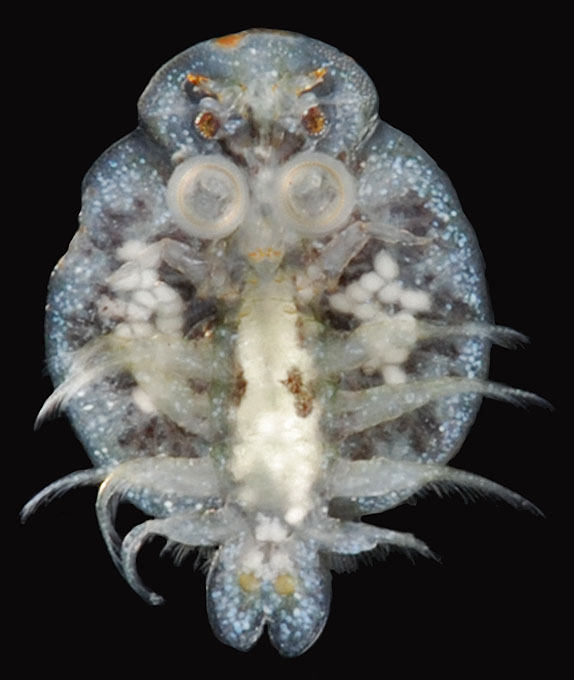
鰓尾類の胸部は4節しかない。
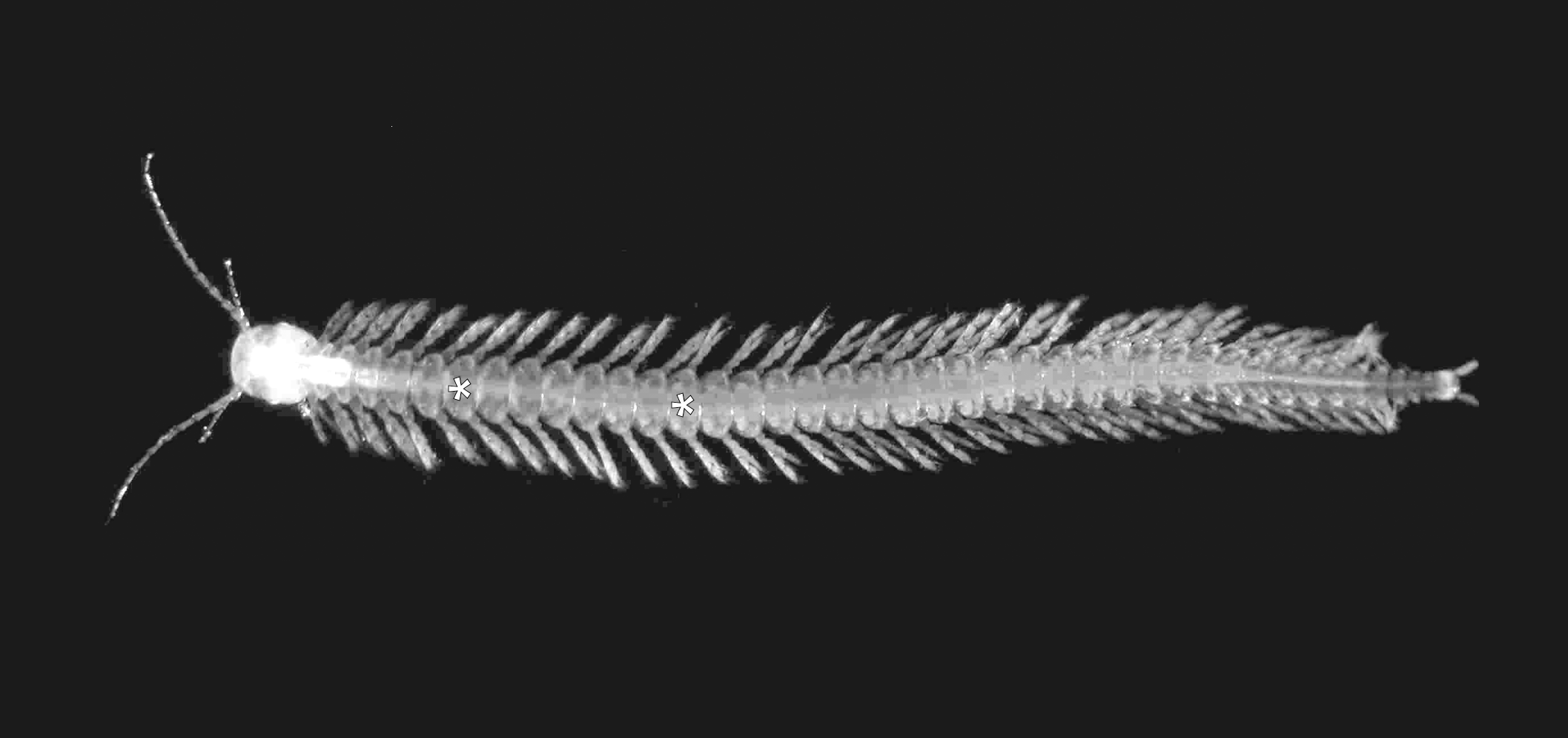
ムカデエビの胴部は同規的な十数節か数十節からなり、胸部と腹部の区分がない。

体の各体節には基本として1対の付属肢（関節肢）があり、第1触角以外の付属肢の基本形は途中から外肢（exopod）と内肢（endopod）に分かれた二叉型（biramous）で、これらの分岐より前の原節（protopod）は2節から3節に分れる、外側に副肢（epipod、または外葉 exite）、内側に内葉（endite、または内突起）という付属体がある。これらの構造は種類により多様な機能に合わせ変形したり退化している。

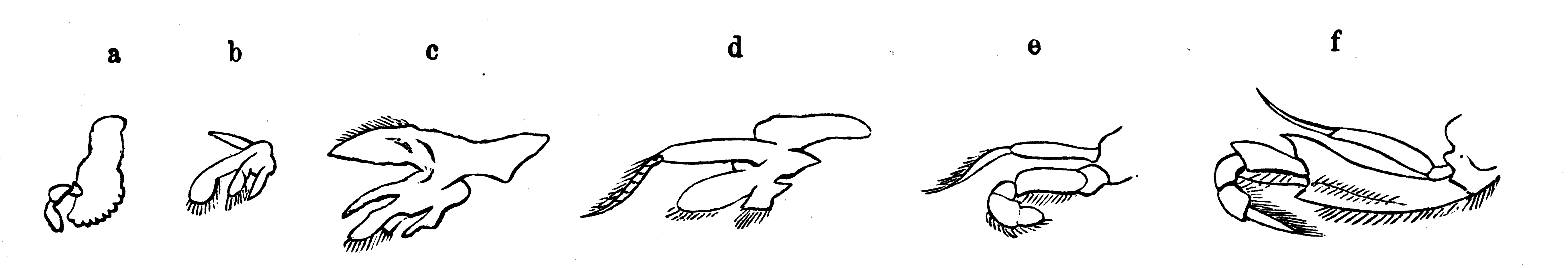
ヨーロッパザリガニの大顎（a）、第1小顎（b）、第2小顎（c）、および第1-3顎脚（d-f）

頭部には第1-2体節由来の2対の触角があり、前後それぞれ第1触角（first antenna、antennule）および第2触角（second antenna、antenna）と呼ばれる。第1触角は基本として単枝型であるが、軟甲類とムカデエビでは複数の二次的な分岐をもち、二叉型や三叉型のように見える。通常、第1触角は第2触角に比べて退化的であるが、カイアシ類とムカデエビの場合はむしろ第1触角の方が発達で、第2触角は小さく目立たない。第2触角の直後に口があり、その直前には頭楯（clypeus、または口前部 epistoma）と上唇（labrum）という先節由来の2枚の構造体、直後には第3-5体節由来の大顎（mandible）・第1小顎（first maxilla, maxillula）・第2小顎（second maxilla, maxilla）という3対の付属肢（顎）があり、口の周りで口器を構成する。大顎と小顎の間には、1対の擬顎（paragnath）という第3体節の腹板から変化した構造体をもつ。また、基部1節の肢節のみからなる六脚類や多足類の大顎とは異なり、甲殻類の大顎は多くが大顎髭（mandibular palp）という、それ以降の肢節に当たるの部位を外側にもつ。
胴部の付属肢（胴肢 trunk limb、胸部の場合は胸肢 thoracopod）は主に移動（歩行もしくは遊泳）に使われるが、多様な特化様式が見られ、例えばその内肢は把握用の鋏や鎌（亜鋏状）、外肢は退化消失、内葉は咀嚼用の顎基（gnathobasee）、副肢は呼吸用の鰓に変化した場合がある。前方1対もしくは複数対の胴肢が顎脚（maxilliped）に特化し、直前の顎とともに口器に加わる場合もある。腹部はほとんどの場合では付属肢を欠くが、軟甲類の場合は胸肢とは形態が異なった腹肢（pleopod）をもつ（そのため、軟甲類の「腹部」は他の甲殻類の腹部に相同でなく、単なる「特化した胸部の後半部」ではないかという説もある）。肛門をもつ末端の部分は尾節（telson）で、体節ではないが、肛門節（anal somite）とも呼ばれ、1対の尾叉や尾鞭（caudal furca、caudal ramus）などという可動の構造をもつことが多い。

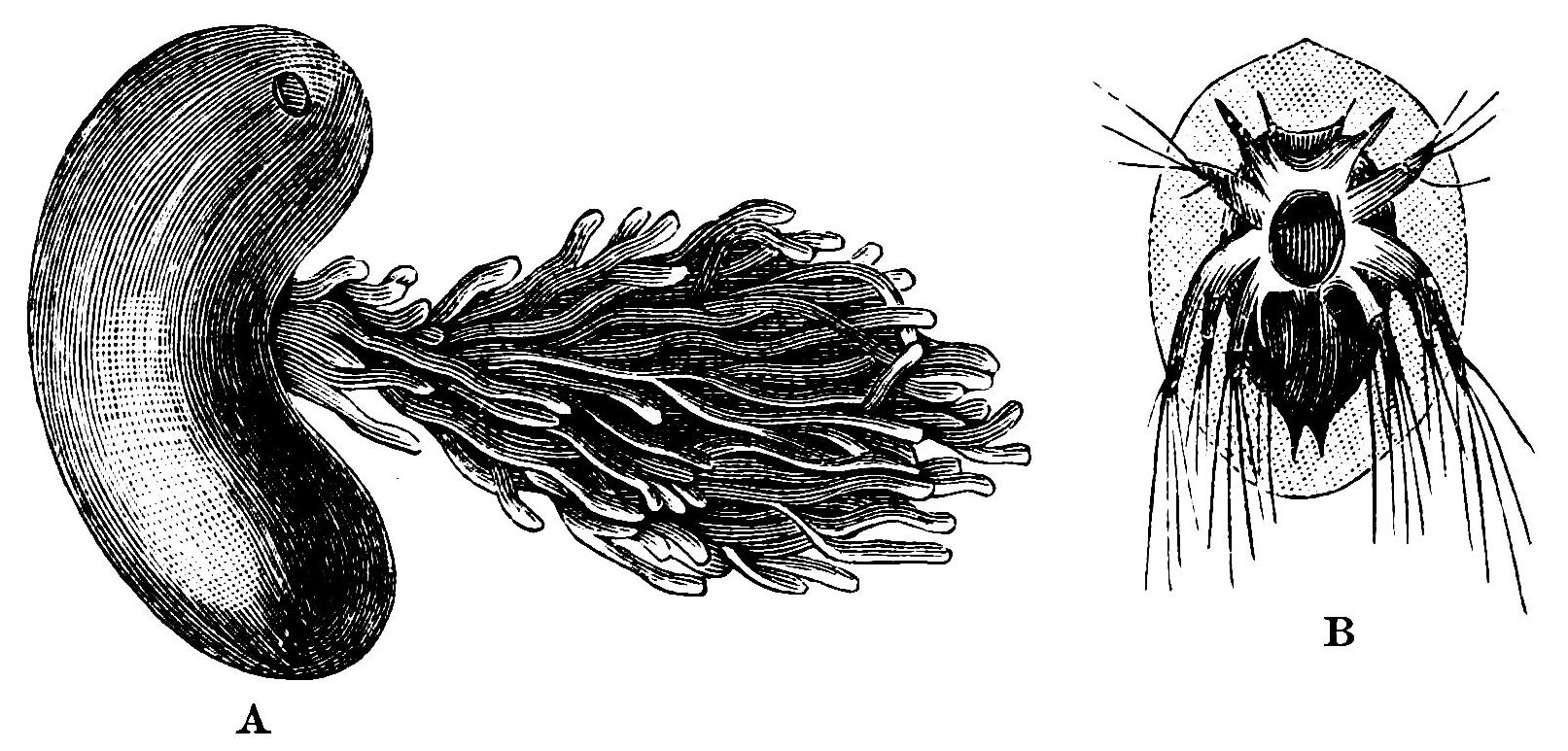
フクロムシのメス成体（左）とそのノープリウス幼生（右）

寄生性の種類では付属肢や体節が失われていたり、極端な場合はフクロムシやシタムシのように節足動物に見えない姿のものがある。
甲殻類は既知最小級と最大級の現生節足動物を同時に含んだ分類群であり、体の大きさはヒメヤドリエビが全長0.09 mmから、タカアシガニの足を広げて3mまでの広い範囲にわたる。

### 年齢査定法
甲殻類には年齢を査定する形質がなく、脱皮した際のサイズの統計から、脱皮齢期を用いる。
1990年から2016年までに発表された231の研究で、一般的な甲殻類における年齢査定法として、体長の頻度分布からの推定、リポフスチン分析、胃咀嚼器断面などの硬組織成長幅のカウントが発表されており、83%が体サイズの頻度分布におけるモード解析、13%がリポフスチンの解析、4%が成長幅をカウントする方法であった。

## 生態
甲殻類の生息環境は海を中心としている。鰓脚類は大部分が陸水産であるが、それ以外の甲殻類はほとんどが海産である。海中に於いてはプランクトン性のものから、底性、潜行性とさまざまなものが、極地や深海の熱泉を含むあらゆる環境に生息している。陸上であれだけ優勢な昆虫類が海産種をほとんど持たない理由として、往々に甲殻類が多くのニッチを占めていることが挙げられる。
淡水では鰓脚類、十脚類（エビ、カニ）など分類群は限られるが、多くの種があり、河川、湖、池から小さな水路、あるいは地下水にまでさまざまな場所に生息する。海から切り離されて淡水となった湖には、海産の群の特殊なものが出現する場合があり、海跡動物と呼ばれる。

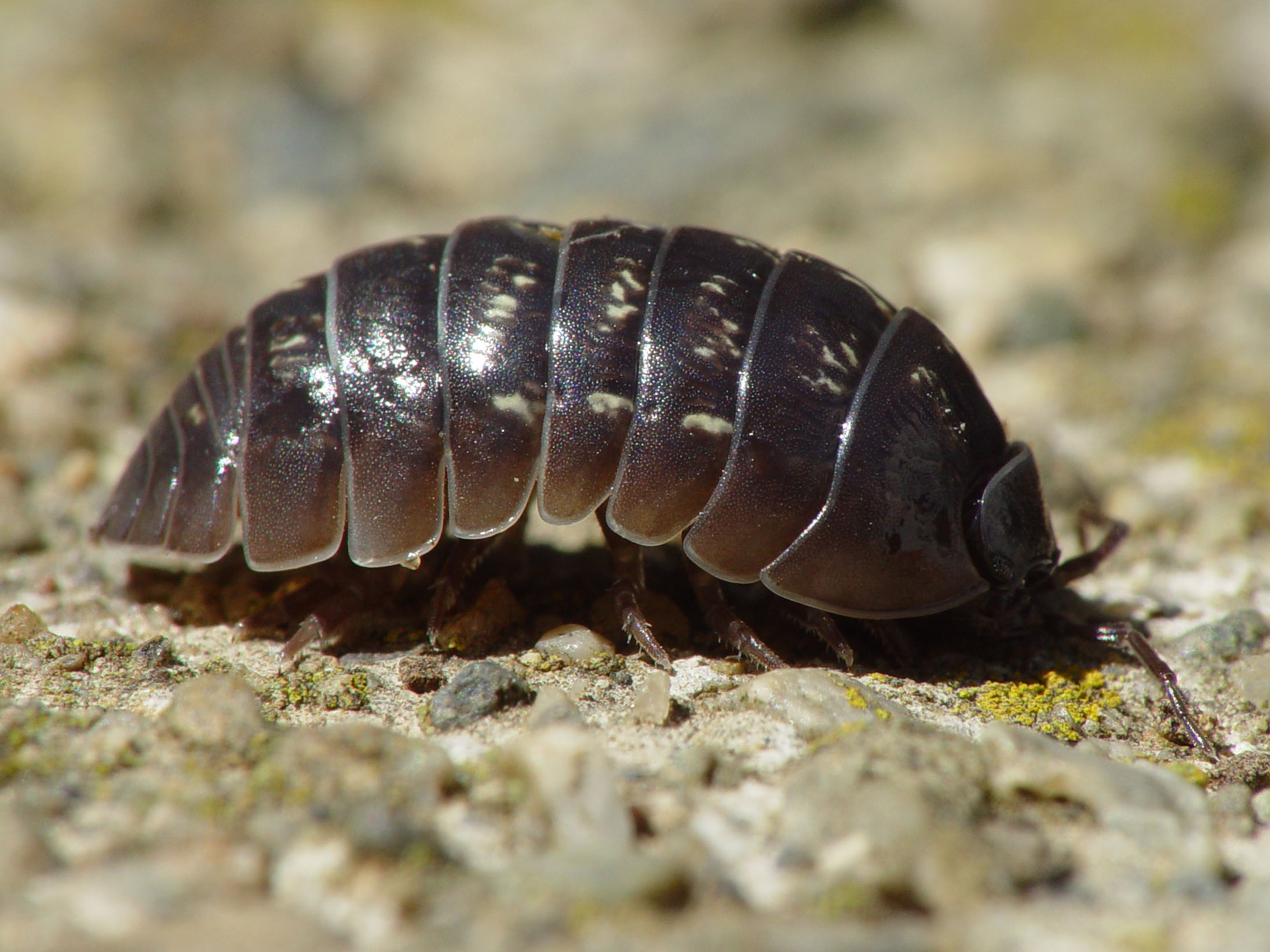
オカダンゴムシ

陸に生息するものは更に種類が少なく、カニ類、ヤドカリ類と等脚類（ワラジムシ・ヒメフナムシ・ダンゴムシ）、端脚類（ヨコエビ）、カイアシ類と貝虫類などの少数の種が知られている。土壌生物として繁栄しており、一般に土壌中のバイオマスとしては上位を占め、しばしば優占する。
殆どの甲殻類は鰓呼吸を行うため水は必須であり、陸生の甲殻類も鰓呼吸のために水分を蓄える仕組みを持つ。ワラジムシやダンゴムシは白体（偽気管）で空気呼吸が可能であり、鰓呼吸を必要としない。

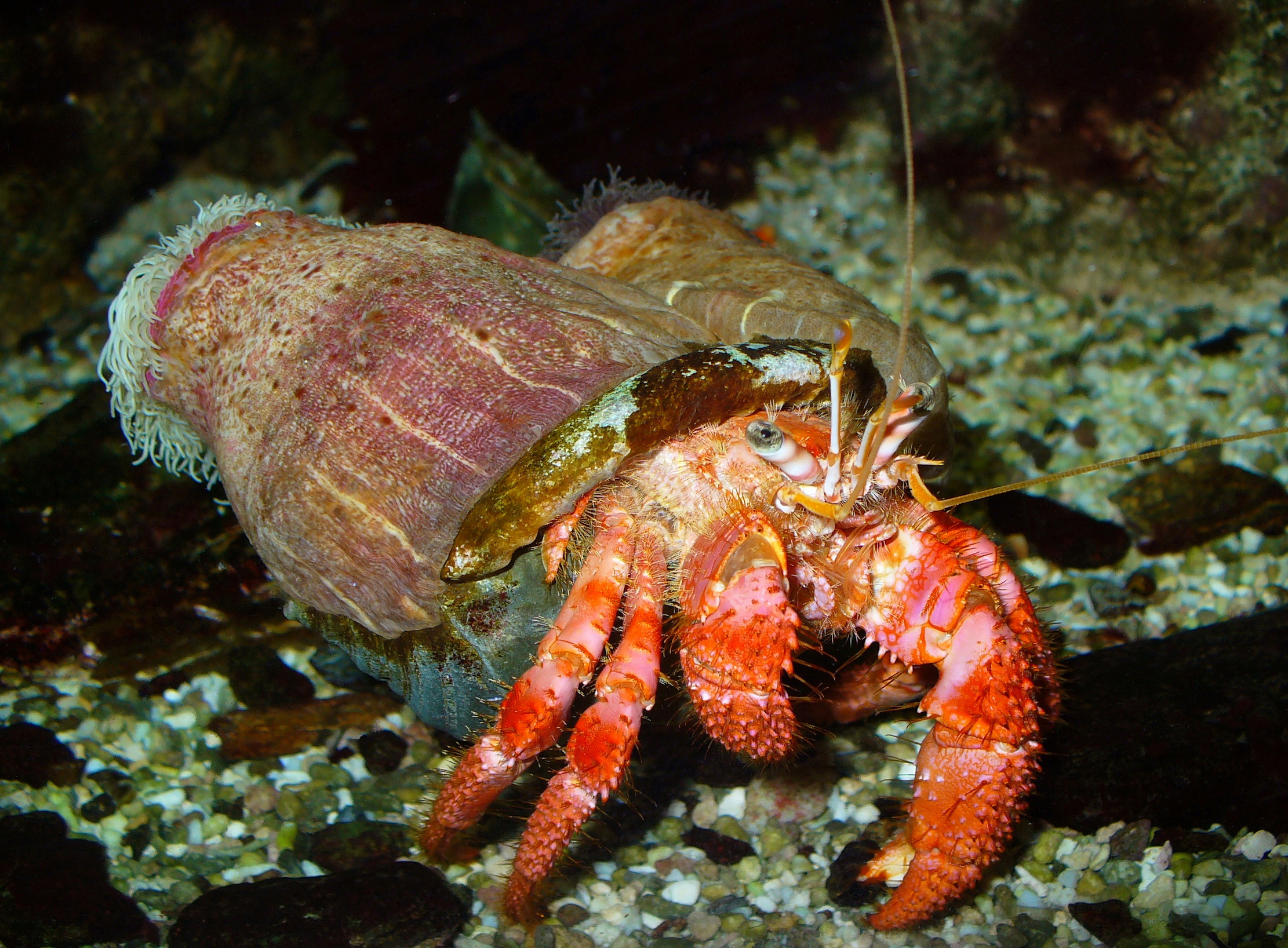
イソギンチャクを背負うヤドカリ

十脚類では他の動物と共生生活をするものも知られる。カニ、ヤドカリとイソギンチャク、ハゼとテッポウエビなどが有名である。
人によく知られているのは遊泳性や歩行性のものだが、固着性（蔓脚類）や寄生性（ウオノエ、鰓尾類など）のものも多い。食性は肉食のものから草食、デトリタス食、雑食、寄生性まで多岐にわたる。
- 固着性のフジツボ

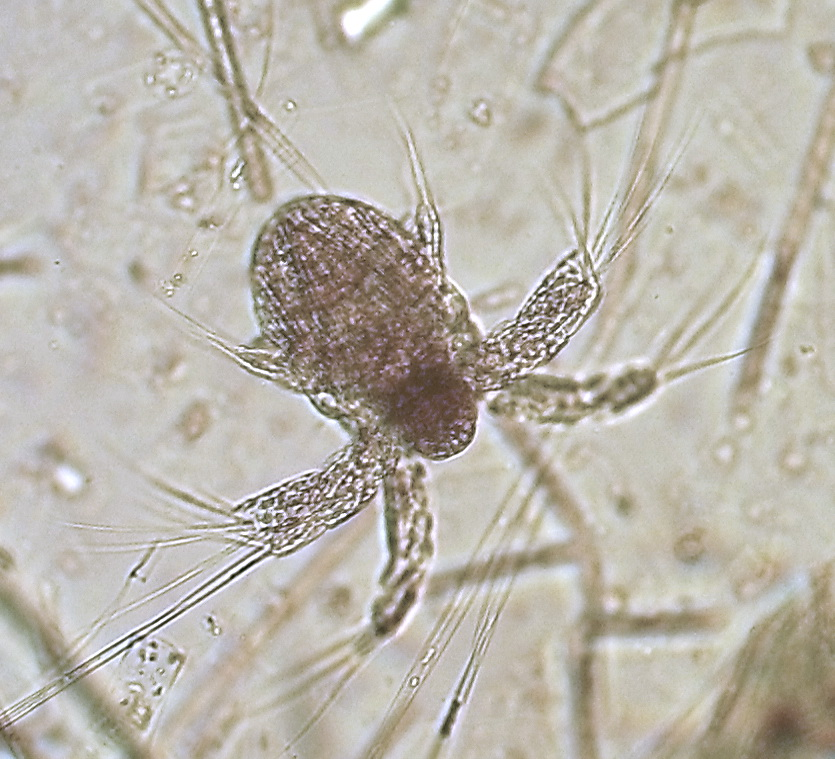
カイアシ類のノープリウス幼生
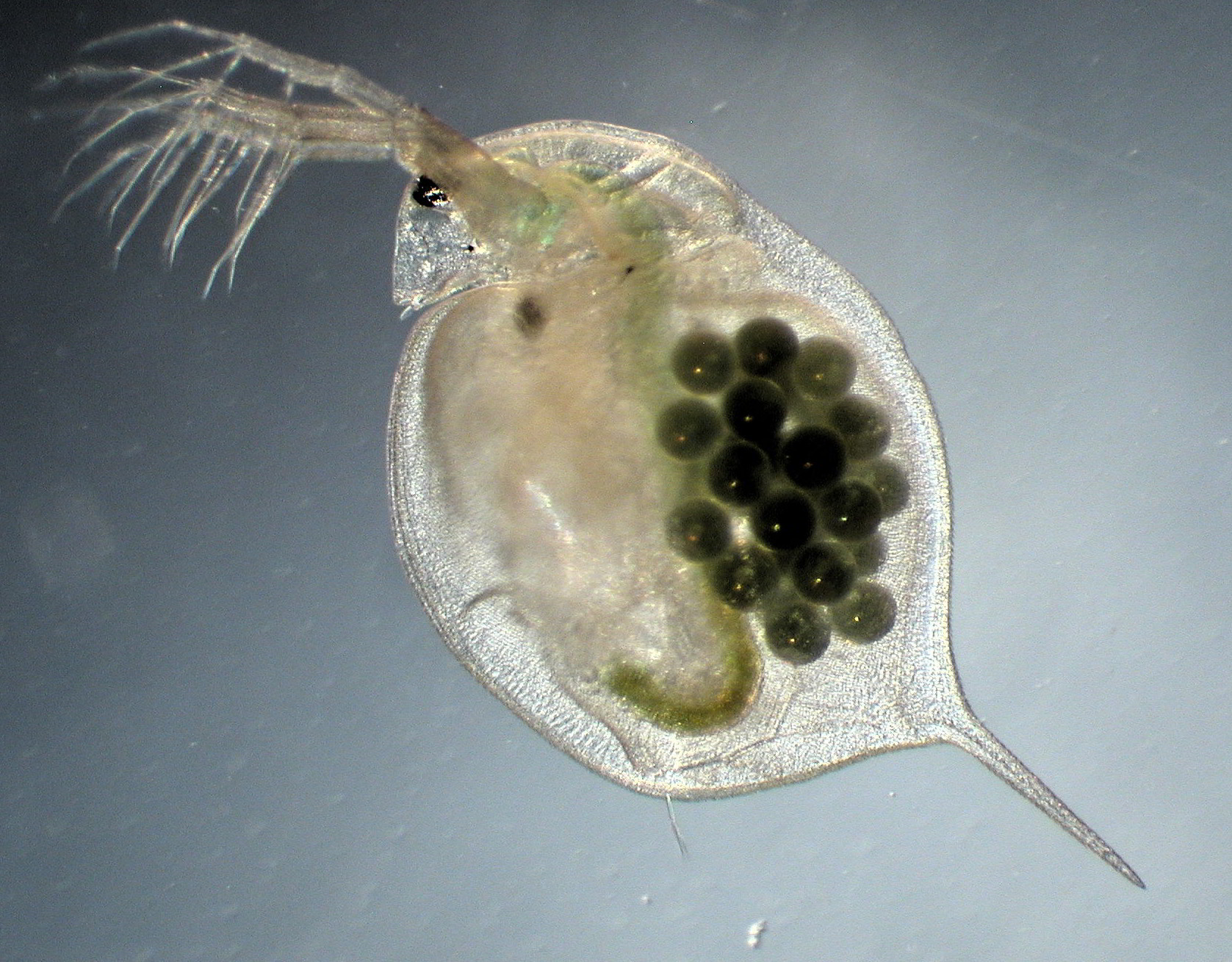
卵を背甲の下で保護するオオミジンコ

幼生は原則として先頭3対の付属肢（第1触角・第2触角・大顎）のみを持つノープリウス幼生（Nauplius）で、変態を行い、後方から徐々に体節を追加しながら成長する。より発生の進んだ形で孵化するものや、成体に近い姿で生まれるものもある。繁殖時には卵が孵化するまでメスの育児嚢や腹肢等に付着させるものが多い。また孵化後もしばらく親が保護する習性を持つものが等脚類などに知られている。カリブ海では真社会性のテッポウエビが発見されている（以上、朝倉(2003)等から）。

## 化石

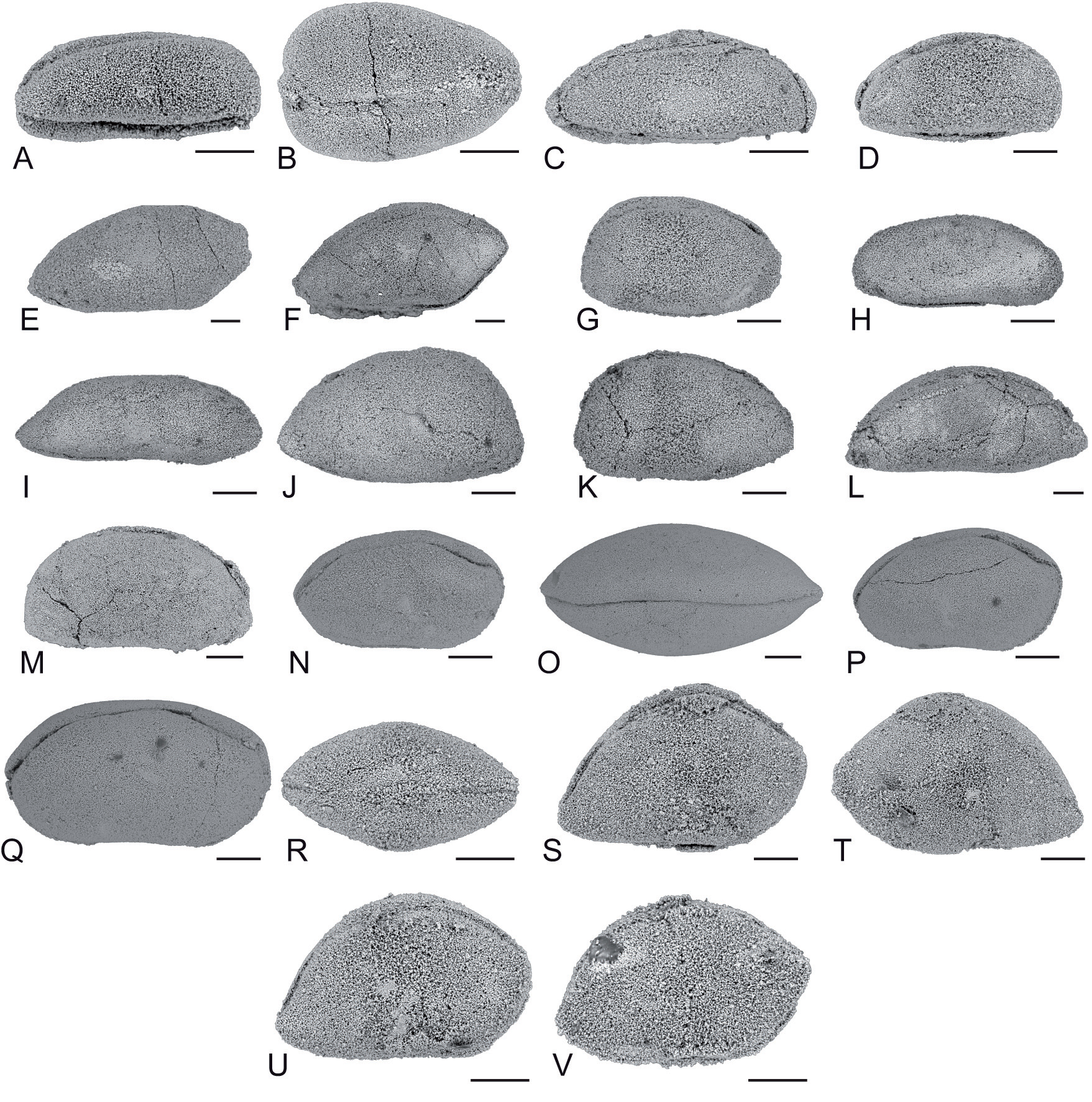
P-T境界の貝虫類の化石

甲殻類の節足動物は、約5億年前の古生代カンブリア紀から既に出現したと考えられる。現存の高次分類群（綱と亜綱）の化石記録の中で、鰓脚類・軟甲類・シタムシ類はカンブリア紀、貝虫類はオルドビス紀、鞘甲類とムカデエビ類はシルル紀まで遡れる。貝虫類は殻が微化石としてよく産出し、予想される最多の種数は現生種（約2万）より化石種（約3万 - 5万5,000種）の方が多いほどである。一方、カイアシ類の最古（カンブリア紀）化石記録は断片的のため確実でなく（確定的な全身化石は白亜紀が最古）、ヒゲエビ類・鰓尾類・カシラエビ類の確定的な化石は未だに発見されていない。

## 分類
現生甲殻類の主な分類群は、貝虫類（Ostracoda）・ヒゲエビ類（Mystacocarida）・鰓尾類（Branchiura）・シタムシ類（Pentastomida）・カイアシ類（Copepoda）・ヒメヤドリエビ類（Tantulocarida）・鞘甲類（Thecostraca）・軟甲類（Malacostraca）・鰓脚類（Branchiopoda）・カシラエビ類（Cephalocarida）・ムカデエビ類（Remipedia）という11群が挙げられており、それぞれ綱もしくは亜綱扱いとされる。
化石種のみ知られる絶滅群まで範囲を広げれば、嚢頭類（Thylacocephala）やCyclida類などという甲殻類と思われる化石節足動物もあるが、これらは甲殻類であることを示唆する証拠や、前述の現生群との類縁関係は不確実である。カンブリア紀、特にバージェス動物群で見つかったアノマロカリス、オパビニア、ブラドリアなどの節足動物、およびオルステン動物群で見つかった節足動物の微化石（カンブロパキコーペなど）は多くが古典的に甲殻類と解釈されてきたが、そのほとんどが研究の進展で徐々に別系統だと分かり、甲殻類として認められなくなっている。ごく一部の種類、例えばHymenocarina類（カナダスピス、ワプティアなど）はいくつかの特徴（例えば甲殻類のような外葉・5節の内肢・複数節に分れた原節など）により甲殻類との類縁関係を示されるが、不確実で、甲殻類より古い起源の祖先形質を表した可能性がある。

### 系統関係
甲殻類の節足動物における系統位置、およびその下位分類は分子系統学と分岐分類学によって大きく書き替えられた。20世紀以前では後に別系統であると判明した三葉虫と節口類をも含め、20世紀では鋏角類などに類縁とされる（Schizoramia説）場合もあった。しかし21世紀以降の分析から、現生節足動物の中で甲殻類は六脚類に最も近縁であることと、多くの小型甲殻類を含め、長く流用されてきた顎脚類（Maxillopoda）は多系統群であることが判明した。シタムシ類はかつては節足動物でない独立の動物門（舌形動物門）扱いとされてきたが、後に分子系統解析と精子の構造によって鰓尾類に近縁の甲殻類であると判明し、ウオヤドリエビ類（Ichthyostraca）としてまとめられるようになった。

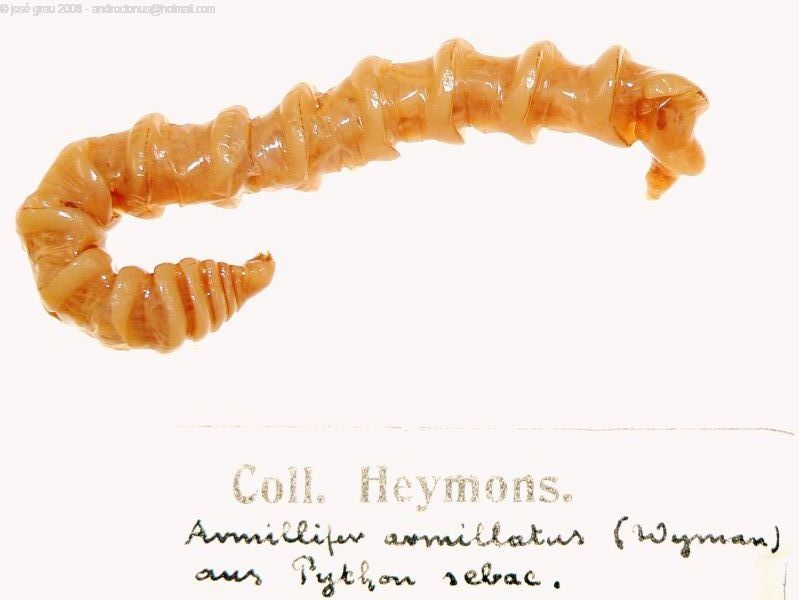
シタムシの1種 Armillifer armillatus
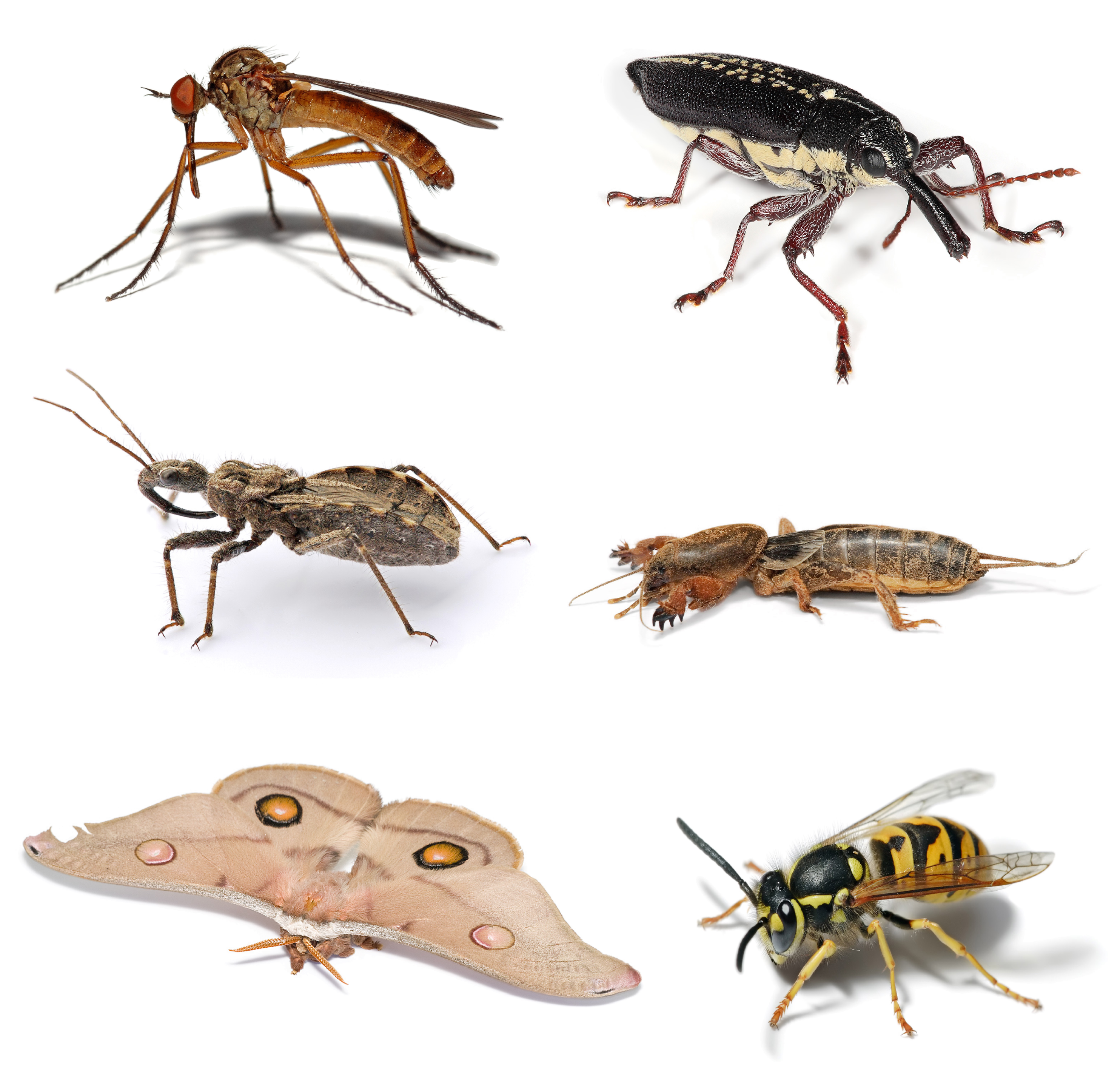
六脚類の昆虫

かつて、昆虫などを含んだ六脚類は、多足類に近縁と考えられてきた。しかし分子系統学と神経解剖学による見解は、甲殻類のほうが六脚類に近縁であることを強く示唆している。甲殻類と六脚類は、併せて汎甲殻類（Pancrustacea）を構成し、その中で六脚類は側系統群の甲殻類から派生したとされる。
こうした甲殻類は、下位分類の再編成、特に顎脚類の解体によって独立した幾つかの分類群については、文献によって様々な新しい系統仮説が提唱されてきた（汎甲殻類#構成を参照）が、貝虫・ヒゲエビ・鰓尾類・シタムシは単系統群（貧甲殻類 Oligostraca）をなし、残り全ての汎甲殻類（Altocrustacea）と姉妹群になる系統関係が広く認められる。その他の汎甲殻類については、議論の余地があるものの、カイアシ類・鞘甲類・軟甲類が単系統群（多甲殻類 Multicrustacea）をなし、鰓脚類・カシラエビ類・ムカデエビ類・六脚類からなる単系統群（異エビ類 Allotriocarida）がその姉妹群として広く認められつつある。また、六脚類に最も近縁な甲殻類としてムカデエビは最も有力な候補と見なされる（共にLabiocaridaをなす）。
ヒメヤドリエビ類については、鞘甲類との類縁関係が支持される。また、ヒメヤドリエビ類が鞘甲亜綱の内部系統に含まれ、蔓脚類（広義のフジツボ）と単系統群になる可能性も示唆される。

### 下位分類

#### 貧甲殻上綱Oligostraca
- 貝形虫綱 Ostracoda
  - ミオドコパ上目 Myodocopa

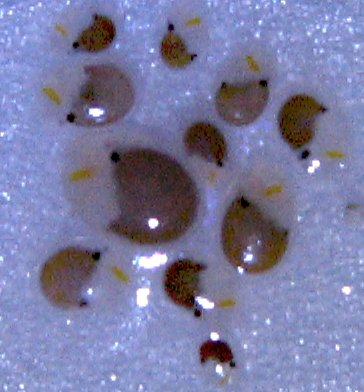
ミオドコピダ目（ウミホタル

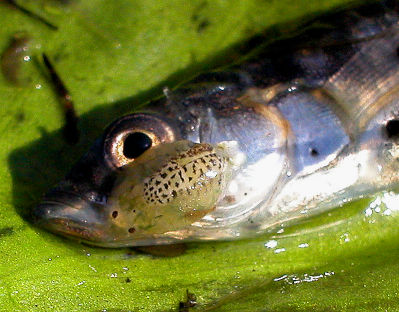
チョウ目 (Argulus sp.)

    - ミオドコピダ目 Myodocopida : ウミホタルなど
    - ハリキプリダ目 Halicyprida

  - ポドコパ上目（カイミジンコ上目） Podocopa
    - プラチコピダ目 Platycopina
    - ポドコピダ目 Podocopida : カイミジンコなど
    - パレオコピダ目（ムカシカイムシ目） Palaeocopida

- （綱なし）ヒゲエビ亜綱 Mystacocarida
  - ヒゲエビ目 Mystacocaridida

- ウオヤドリエビ綱 Ichthyostraca
  - 舌形亜綱 Pentastomida：シタムシ
    - ケファロバエナ目 Cephalobaenida
    - ポロケファルス目 Porocephalida

  - 鰓尾亜綱 Branchiura
    - チョウ目 Arguloida：チョウ（ウオジラミ）など

#### 多甲殻上綱Multicrustacea
- 六幼生綱 Hexanauplia

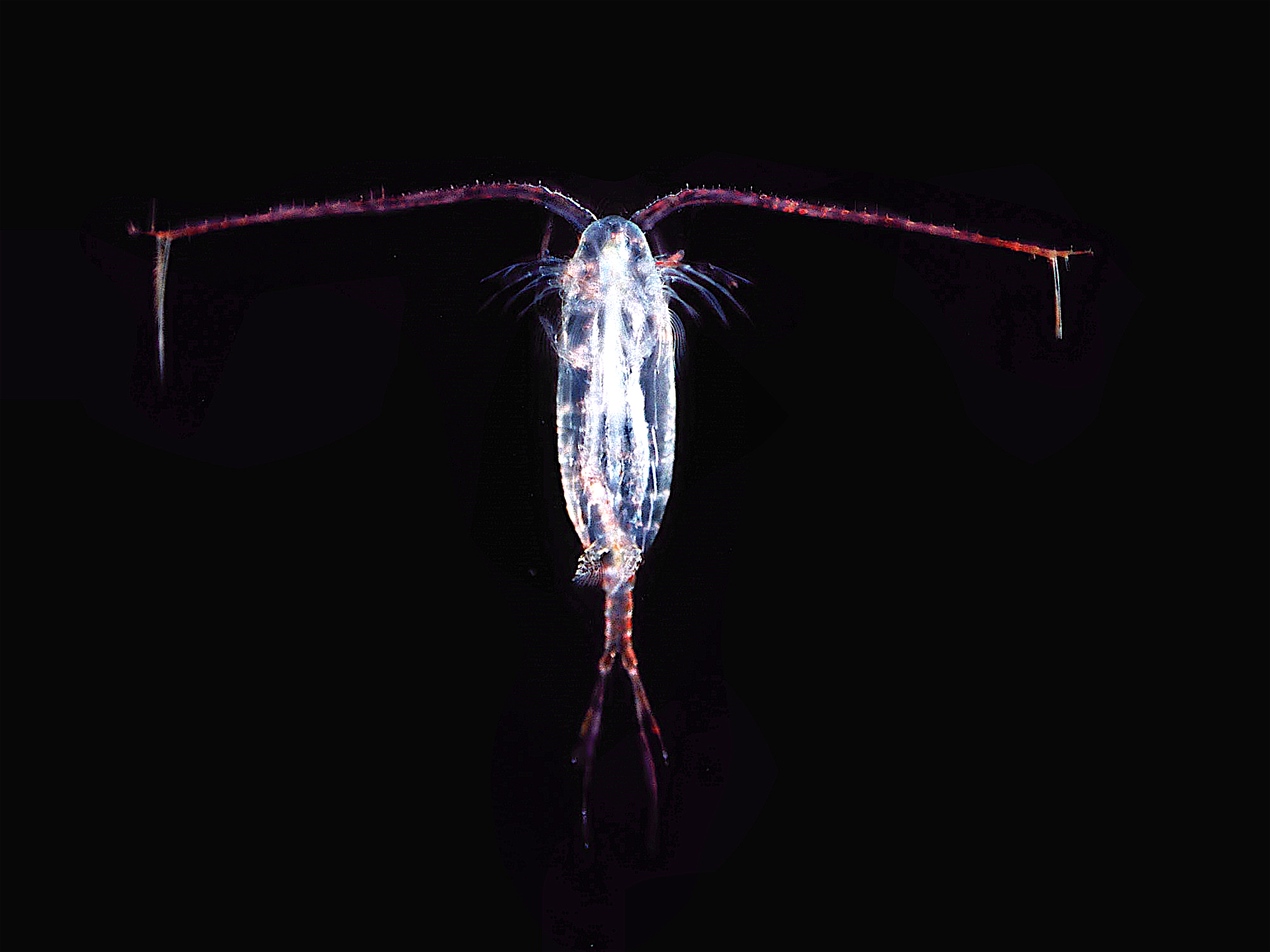
カラヌス目

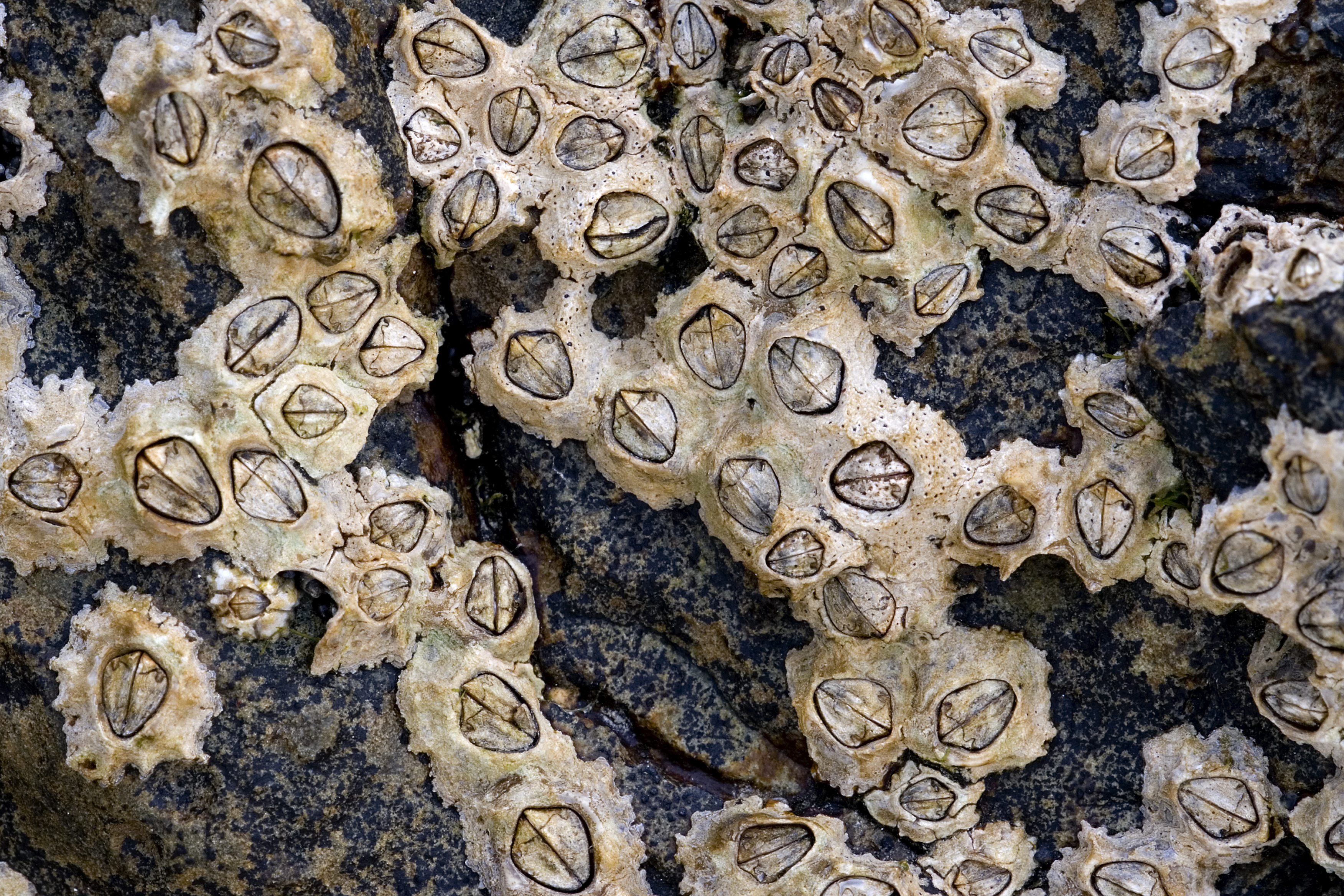
無柄目（Chthamalus stellatus）

  - カイアシ亜綱（橈脚亜綱）Copepoda
    - 原始前脚下綱 Progymnoplea
      - プラティコピア目 Platycopioida

    - 新カイアシ下綱 Neocopepoda
      - 前脚上目 Gymnoplea
        - カラヌス目（ヒゲナガケンミジンコ目） Calanoida

      - 後脚上目 Podoplea
        - キクロプス目（ケンミジンコ目） Cyclopoida : ケンミジンコ，ホヤノシラミ，イカリムシなど
        - ゲリエラ目 Gellyeloida
        - ハルパクチクス目（ソコミジンコ目） Harpacticoida
        - ミソフリア目 Misophrioida
        - モンストリラ目 Monstrilloida
        - モルモニラ目 Mormonilloida
        - ポエキロストム目（ツブムシ目） Poecilostomatoida : ツブムシなど
        - シフォノストム目（ウオジラミ目） Siphonostomatoida (Caligida)  : ナガクビムシなど
        - タウマトプシルス目 Thaumatopsylloida

  - 鞘甲亜綱（フジツボ亜綱）Thecostraca
    - 彫甲下綱 Facetotecta
    - 嚢胸下綱 Ascothoracica: キンチャクムシ、シダムシなど
    - 蔓脚下綱（フジツボ下綱）Cirripedia : 広義のフジツボ
      - 根頭上目 Rhizocephala : フクロムシ
        - ケントロゴン目 Kentrogonida
        - アケントロゴン目 Akentrogonida

      - 尖胸上目 Acrothoracida
      - 完胸上目 Thoracida（無柄目以外の目は、Buckeridge & Newman 2006[63] 以前では有柄目 Pedunculata としてまとめられていた）
        - （目）Cyprilepadiformes
        - （目）Ibliformes
          - ケハダエボシガイ亜目 Iblomorpha

        - （目）Lepadiformes
          - エボシガイ亜目 Lepadomorpha : エボシガイなど

        - （目）Scalpelliformes（=ミョウガガイ亜目 Scalpellomorpha）
          - ミョウガガイ亜目 Scalpellomorpha : ミョウガガイ、カメノテなど

        - 無柄目 Sessilia
          - ハナカゴ亜目 Verrucina
          - ブラキレパドモルファ亜目 Brachylepadina
          - フジツボ亜目 Balanina : 狭義のフジツボ

  - ヒメヤドリエビ亜綱 Tantulocarida
    - ヒメヤドリエビ目 Tantulocaridida

- 軟甲綱 Malacostraca

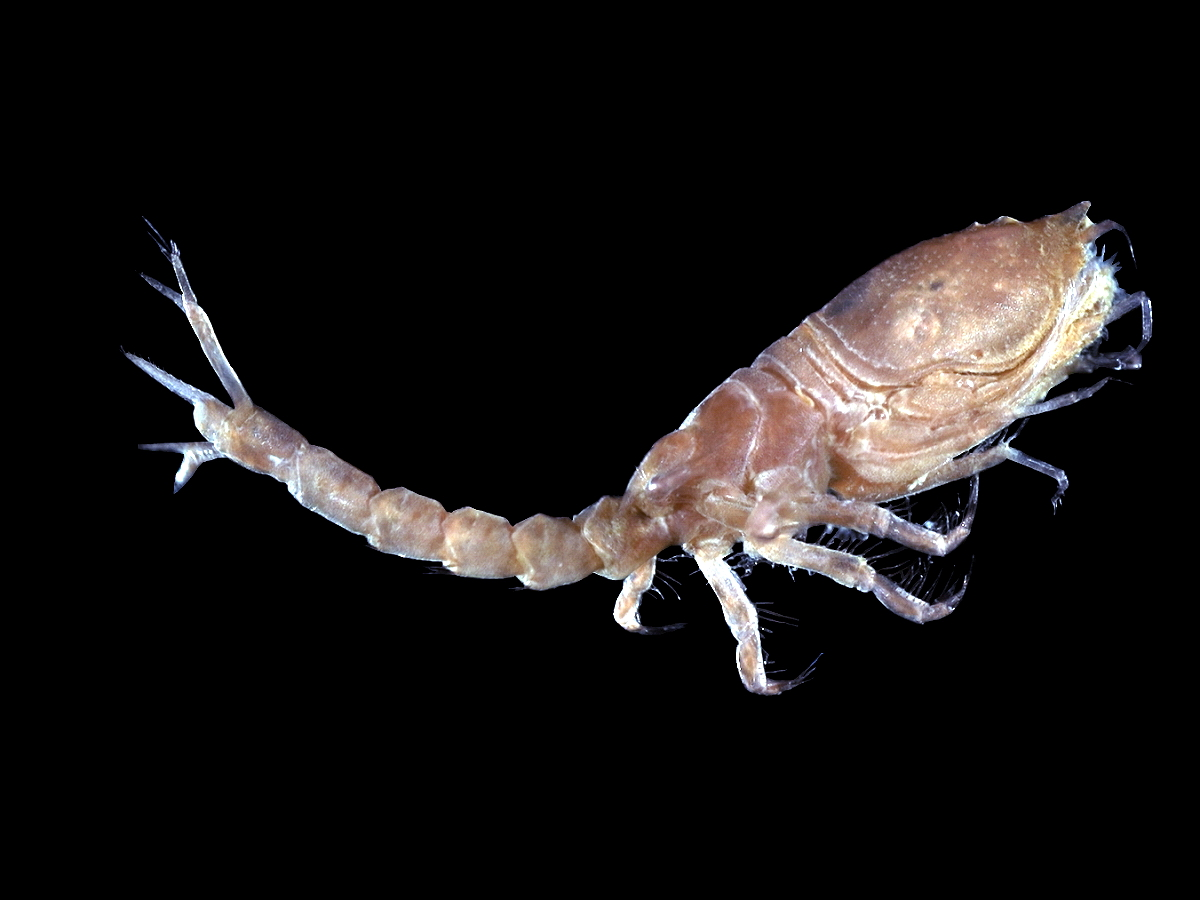
クーマ目 (Diastylis rathkei)

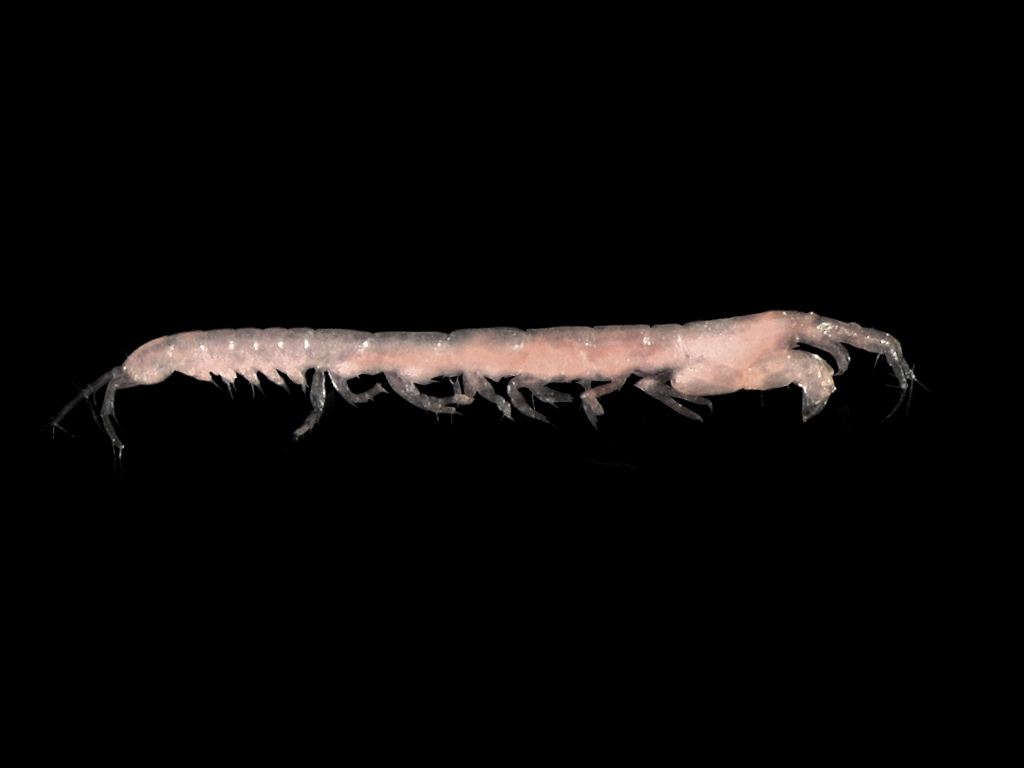
タナイス目 (Tanaisus lilljeborgi)

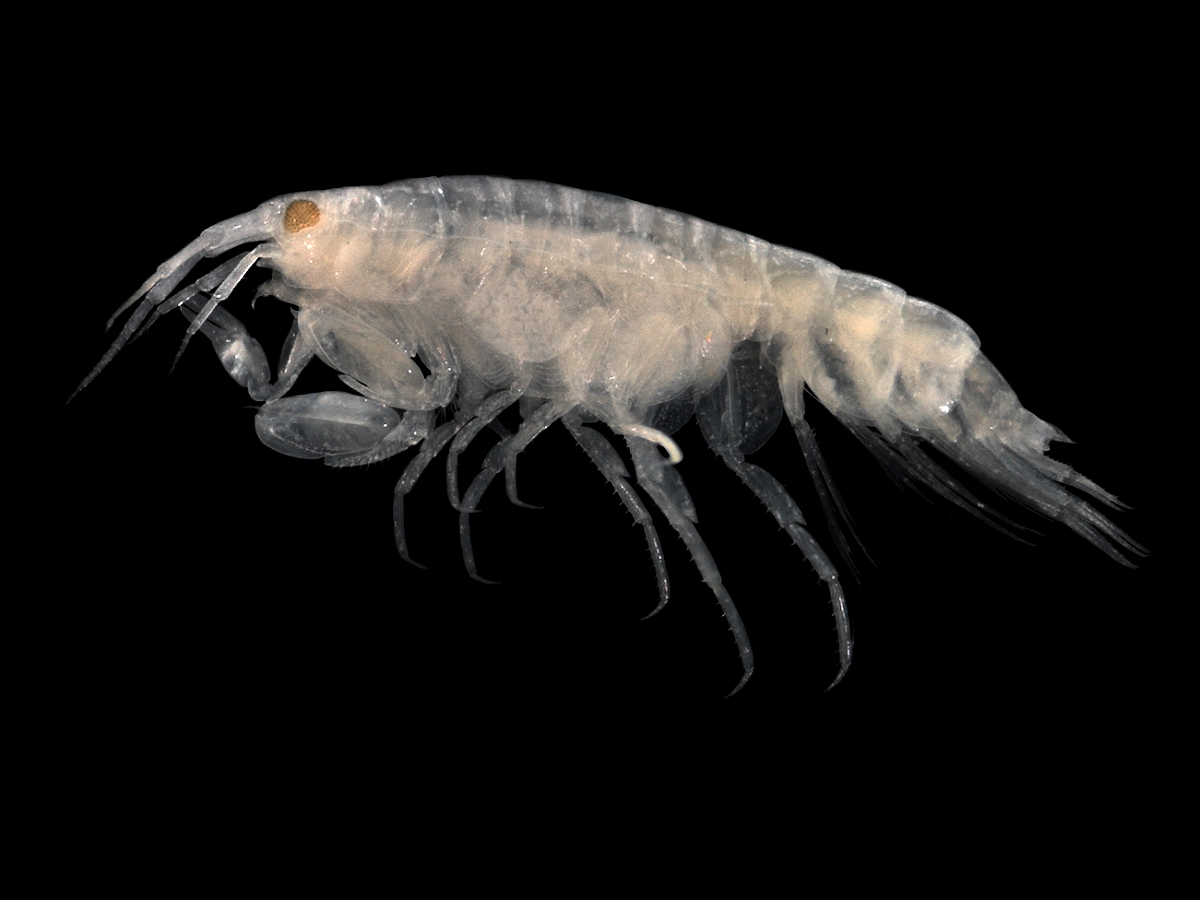
端脚目 (Leucothoe incisa)

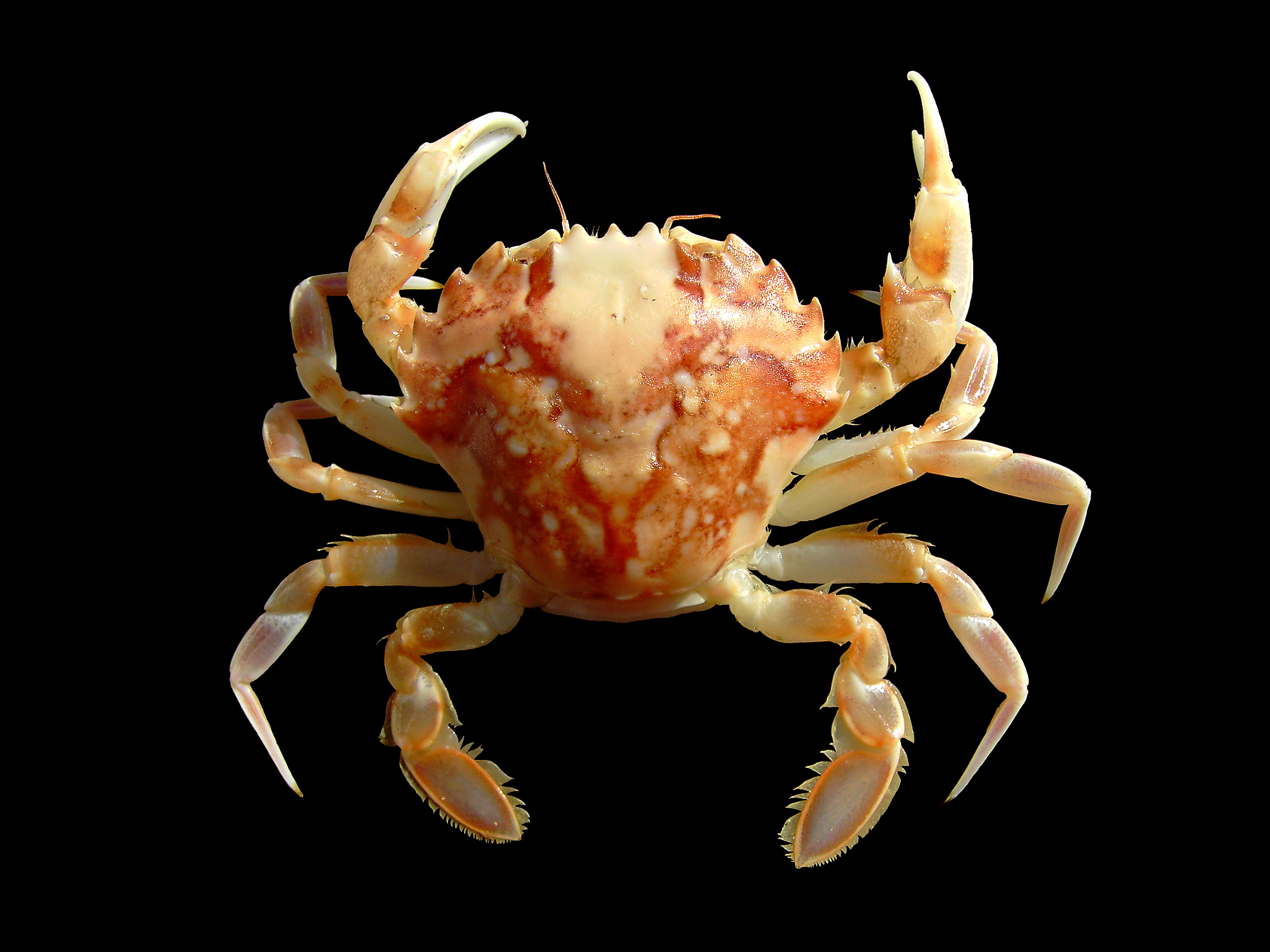
十脚目 (Liocarcinus marmoreus)

  - コノハエビ亜綱 Phyllocarida
    - 薄甲目 Leptostraca : コノハエビ
    - †（目） Archaeostraca

  - トゲエビ亜綱 Hoplocarida : 真軟甲亜綱に内包されることもある[10]。
    - 口脚目 Stomatopoda : シャコ
    - †奇泳目 Aeschronectida

  - 真軟甲亜綱 Eumalacostraca
    - 厚エビ上目 Syncarida
      - †パレオカリス目 Palaeocaridacea
      - アナスピデス目 Anaspidacea
      - ムカシエビ目 Bathynellacea : ムカシエビ

    - フクロエビ上目 Peracarida
      - アミ目 Mysida
      - ロフォガスター目 Lophogastrida : アミ目の中の一亜目として扱われることもある。
      - クーマ目 Cumacea
      - タナイス目 Tanaidacea
      - ミクトカリス目 Mictacea
      - スペレオグリフス目 Spelaeogriphacea
      - テルモスバエナ目 Thermosbaenacea : テルモスパエナ
      - 等脚目 Isopoda
        - フレアトイクス亜目 Phreatoicidea
        - ウミナナフシ亜目 Anthuroidea
        - ミクロケルベルス亜目 Microcerberidea
        - ウオノエ亜目 Cymothoida : ウオノエ、グソクムシ、ダイオウグソクムシなど。かつて有扇亜目 Flabellifera の一つとされた。
        - ウミクワガタ亜目 Gnathiidea : ウミクワガタなど。かつて有扇亜目 Flabellifera の一つとされた。
        - ミズムシ亜目 Asellota : ミズムシなど
        - カラボゾア亜目 Calabozoidea
        - ヘラムシ亜目 Valvifera : ヘラムシなど
        - ヤドリムシ亜目 Epicaridea
        - ワラジムシ亜目 Oniscidea : ワラジムシ、ダンゴムシ、フナムシなど
        - ハマダンゴムシ亜目 Tyloidea : ワラジムシ亜目に内包されることもある。

      - 端脚目 Amphipoda
        - ヨコエビ亜目 Gammaridea : ヨコエビ
        - クラゲノミ亜目 Hyperiidea : タルマワシなど
        - ワレカラ亜目 Caprellidea : ワレカラ
        - インゴルフィエラ亜目 Ingolfiellidea

    - ホンエビ上目 Eucarida
      - オキアミ目 Euphausiacea
      - アンフィオニデス目 Amphionidacea
      - 十脚目 Decapoda : 異尾下目と単尾下目以外の種類（エビ）はかつて長尾亜目 Macrura としてまとめられていた。
        - 根鰓亜目 Dendrobranchiata
          - クルマエビ下目 Penaeidea : クルマエビなど

        - 抱卵亜目 Pleocyemata
          - コエビ下目 Caridea : ヌマエビ、テッポウエビ、テナガエビなど
          - オトヒメエビ下目 Stenopodidea : オトヒメエビなど
          - イセエビ下目Achelata : イセエビ、セミエビなど
          - ザリガニ下目 Astacidea : ザリガニ、ロブスターなど
          - アナジャコ下目 Gebiidea : アナジャコなど
          - アナエビ下目 Axiidea : スナモグリなど
          - 異尾下目 Anomura : ヤドカリ、タラバガニなど
          - 短尾下目 Brachyura : カニ

#### 異エビ上綱Allotriocarida（六脚類を除く）
- 鰓脚綱 Branchiopoda
  - †（目） Kazacharthra

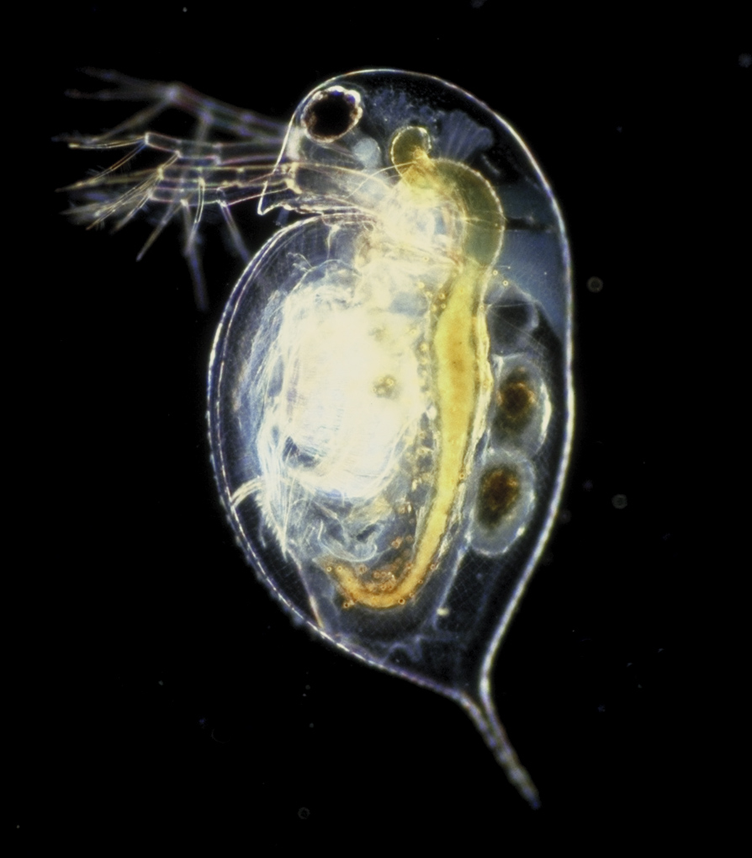
異脚目（ミジンコ）

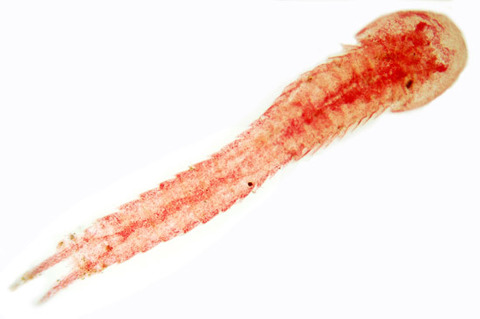
カシラエビ目

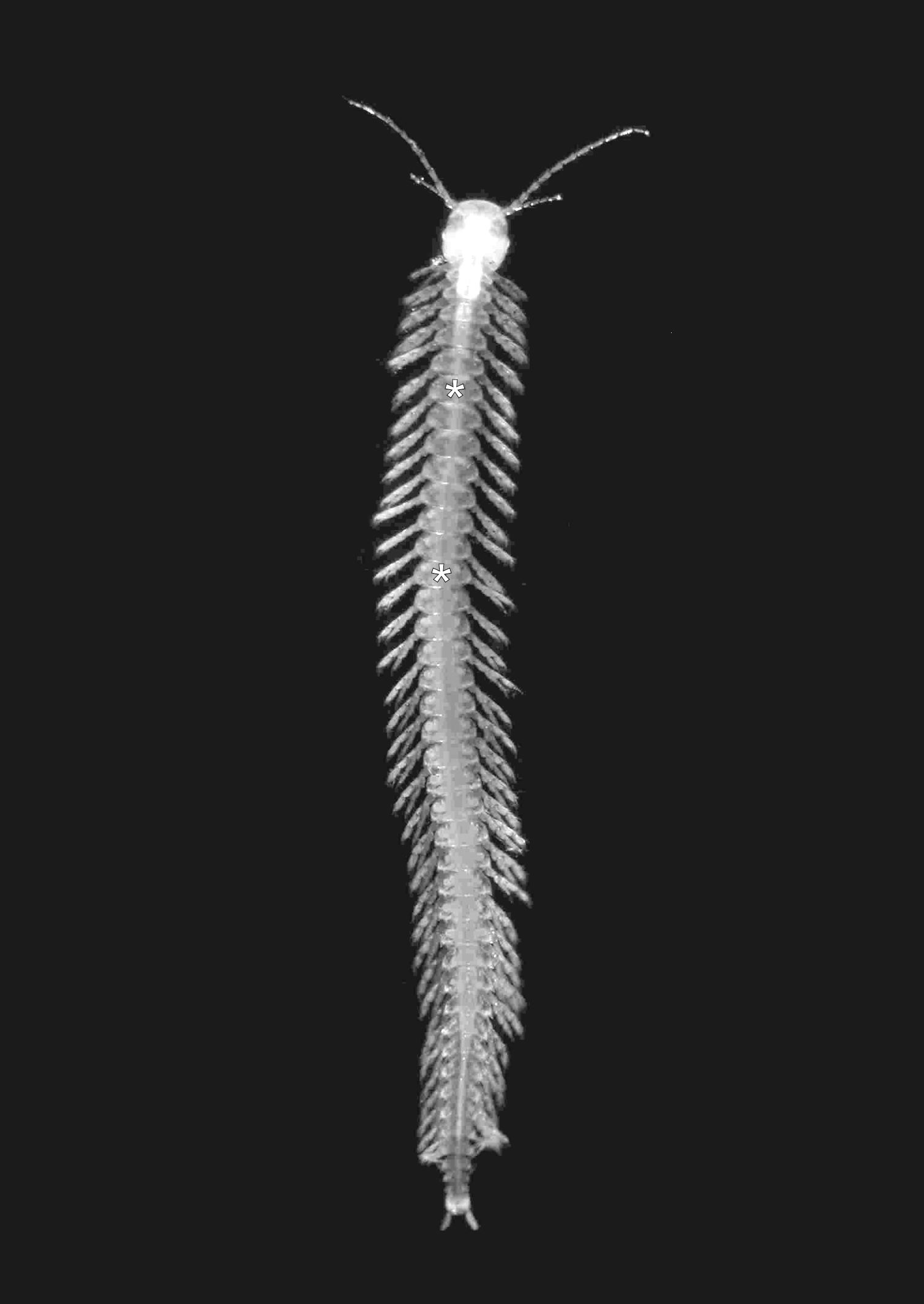
ムカデエビ目（Speleonectes tanumekes）

  - サルソストラカ亜綱 Sarsostraca
    - 無甲目 Anostraca : ホウネンエビ、アルテミアなど
    - †レピドカリス目 Lipostraca : †レピドカリスなど

  - 背甲目 Notostraca : カブトエビ
  - 双殻亜綱 Diplostraca
    - タマカイエビ目 Laevicaudata : カイエビ
    - カイエビ目 Spinicaudata : カイエビ
    - キクレステリア目 Cyclestherida : カイエビ
    - 枝角上目 Cladocera : 広義のミジンコ
      - 異脚目Anomopoda : ミジンコ、ゾウミジンコ、マルミジンコなど
      - 櫛脚目 Ctenopoda : ウスカワミジンコ、ホロミジンコなど
      - 鉤脚目 Onychopoda : オオメミジンコなど
      - 単脚目 Haplopoda : ノロミジンコ

- カシラエビ綱 Cephalocarida
  - カシラエビ目 Brachypoda : カシラエビなど

- ムカデエビ綱 Remipedia
  - †（目）Enantiopoda
  - ムカデエビ目 Nectiopoda